# Vapiti
Vapiti ali kanadski jelen (znanstveno ime Cervus canadensis, angleško elk) je vrsta jelenov, razširjena po zahodnem delu Severne Amerike in v Srednji ter Vzhodni Aziji. Samci dosegajo do pol tone telesne teže, s čimer so vapitiji za losi drugi največji predstavniki jelenov.
Ime vapiti izvira iz jezika domorodnega ameriškega ljudstva Šonov in pomeni »bela zadnjica«.

## Telesne značilnosti
Imajo čokato telo na vitkih, dolgih nogah, kratek rep in dolgo glavo z velikimi uhlji. Običajno zrastejo med 0,75 in 1,5 m plečne višine, samci dosežejo 178–497 kg teže, samice pa 171 do 292 oziroma skoraj pol manj. Samcem zraste široko, razvejano rogovje, ki lahko meri tudi do 1,5 metra v dolžino.
Osnovna obarvanost kožuha je rdečkasto rjava s temnejšimi nogami in glavo ter svetlorjavim zrcalom na zadnjici. Zimska odlakanost je temnejša. Rast in obstanek rogovja pri samcih uravnava raven testosterona, ki čez zimo upada dokler rogovje spomladi ne odpade in v naslednji sezoni zraste na novo. Mladiči so po telesu pegasti.

## Ekologija in razširjenost
Življenjski prostor vapitija so odprta travišča in gozdni robovi, pa tudi odprti gozdovi na širokem razponu nadmorskih višin od obal do 3000 m nad morjem. V toplejših delih leta se pasejo na travah, ločkih in zeliščih, pozimi pa objedajo drevje. Tvorijo velike črede s po več sto osebki, ki jih vodijo vodilne košute. Črede se selijo med višjimi legami poleti in nižjimi pozimi. Jeseni tvorijo samci hareme za parjenje, ob poleganju mladičev spomladi pa se ločijo po spolih.
Trenutno območje razširjenosti obsega zahod Severne Amerike in vzhod Azije od gorovja Tjanšan do Mandžurije ter Mongolije na severu Kitajske. Še v nedavni geološki zgodovini je bilo to območje v Starem svetu mnogo večje in je segalo čez vso Evrazijo vse do ozemlja današnje Francije. V začetku holocena pa se je drastično skrčilo, verjetno zaradi prilagojenosti na hladne tundre in stepe. S segrevanjem podnebja je te habitate v Evropi nadomestil strnjen gozd, kjer naj bi vapitija izrinil navadni jelen. Reliktne populacije so še vse do zgodnjega holocena pred 3000 leti živele v hladnejših območjih juga Švedske in v Alpah.
V Severni Ameriki so vapitija zdesetkali evropski kolonisti. Večje populacije so preživele v odročnejših predelih Skalnega gorovja, od koder jih od začetka 20. stoletja aktivno naseljujejo v predele, kjer so bili iztrebljeni.
Območje razširjenosti kljub vsemu ostaja veliko in populacija se povečuje, zato vapiti ne velja za ogroženega po merilih Svetovne zveze za varstvo narave.